# Mr. Eko
Mr. Eko is een personage uit de televisieserie Lost, uitgezonden in Amerika door ABC en in Nederland door Net5.
Mr. Eko werd geïntroduceerd in de aflevering Adrift van het 2e seizoen als overlevende van de crash van het vliegtuig. Mr. Eko zat in het staartgedeelte en overleefde samen met Ana Lucía, Bernard Nadler en Libby Smith. Na 48 dagen kwamen zij bij de andere overlevenden van de vliegtuigcrash. In seizoen 3 wordt hij vermoord door de Zwarte Rook.